# Bergom, Sundsvalls kommun
Bergom är en by vid sjön Marmens östra strand. Från 2015 avgränsar SCB här en småort.